# Шапсузьке водосховище
Шапсузьке водосховище — споруджене у 1952 р. з метою врегулювання басейну річки Афіпс і використання водних ресурсів у різних галузях народного господарства. Водосховище розташоване у лівобережній заплаві р. Кубань, у гирловій частині річки Афіпс на колишніх Шапсузьких плавнях.
Площа дзеркала водосховища 46 км²,воно має яйцеподібну форму, довжина 9 км, ширина 8 км, середня глибина 3,5 м. Місцями сильно замулене. Водосховище регулює зимові паводки річки Афіпс, захищає пониззя р. Кубань від повеней, акумулює стік річки Афіпс для зрошування сільськогосподарських культур.
Назва походить від назви місцевого черкеського субетносу шапсуги.